# Moffans-et-Vacheresse
Moffans-et-Vacheresse is een gemeente in het Franse departement Haute-Saône (regio Bourgogne-Franche-Comté) en telt 626 inwoners (2011). De plaats maakt deel uit van het arrondissement Lure.

## Geografie
De oppervlakte van Moffans-et-Vacheresse bedraagt 14,1 km², de bevolkingsdichtheid is 34,4 inwoners per km².
De gemeente ligt op de samenkomst van twee valleien. De Rognon stroomt er van noordoost naar zuidwest doorheen.
De onderstaande kaart toont de ligging van Moffans-et-Vacheresse met de belangrijkste infrastructuur en aangrenzende gemeenten.

## Demografie
Onderstaande figuur toont het verloop van het inwonertal (bron: INSEE-tellingen).